# (1496) Turku
(1496) Turku ist ein Asteroid des Hauptgürtels, der am 22. September 1938 von dem finnischen Astronomen Yrjö Väisälä in Turku entdeckt wurde.
Benannt ist der Asteroid nach der finnischen Stadt Turku, dem Standort des Observatoriums, an dem er entdeckt wurde.